# Tweelingcirkels van Archimedes

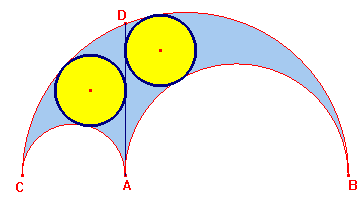
De tweelingcirkels van Archimedes

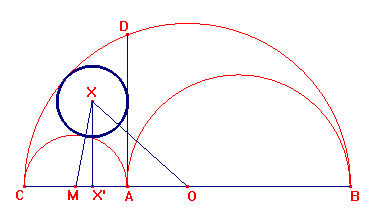
Figuur bij bewijs van congruentie

Tweelingcirkels van Archimedes zijn speciale congruente cirkels in een arbelos. Elk van de tweelingcirkels raakt aan de grote cirkel en aan een van de kleinere cirkels van de arbelos, en raakt aan de gemeenschappelijke raaklijn in het raakpunt van de beide kleinere cirkels.
Noem het raakpunt van de twee kleine halve cirkels A, en noem het punt waar de raaklijn door A aan deze kleine halve cirkels de grote halve cirkel snijdt D. AD deelt de arbelos in twee delen. Door Archimedes werd aangetoond dat de ingeschreven cirkels van deze twee delen congruent zijn.

## Bewijs van congruentie
Noem
{\displaystyle r_{1}={\tfrac {1}{2}}AC}
{\displaystyle r_{2}={\tfrac {1}{2}}AB}
{\displaystyle r=r_{1}+r_{2}}
en de straal van de geschetste Archimedische cirkel {\displaystyle R}. 
Merk op dat
{\displaystyle XM=r_{1}+R}
{\displaystyle X'M=r_{1}-R}
{\displaystyle XO=r-R}
{\displaystyle X'O=r_{2}-r_{1}+R}
De lijn {\displaystyle XX'} staat loodrecht op {\displaystyle BC}, zodat uit de stelling van Pythagoras volgt dat 
{\displaystyle X'X^{2}=XM^{2}-X'M^{2}=XO^{2}-X'O^{2}}
Dus
{\displaystyle (r_{1}+R)^{2}-(r_{1}-R)^{2}=(r_{1}+r_{2}-R)^{2}-(r_{2}-r_{1}+R)^{2}}
{\displaystyle 4r_{1}R=4r_{1}r_{2}-4r_{2}R}
{\displaystyle R={\frac {r_{1}r_{2}}{r_{1}+r_{2}}}}
Uit de symmetrie in {\displaystyle r_{1}} en {\displaystyle r_{2}} volgt de congruentie van de tweelingcirkels.
Merk op dat {\displaystyle R} gelijk is aan de helft van het Harmonisch gemiddelde van {\displaystyle r_{1}} en {\displaystyle r_{2}}.

## Eigenschappen
- De cirkel die precies om de tweelingcirkels van Archimedes heen past heeft een oppervlakte gelijk aan die van de arbelos zelf.
- De gemeenschappelijke raaklijn van een tweelingcirkel en een van de kleine halve cirkels gaat door het derde hoekpunt van de arbelos. De afstand van dat derde hoekpunt tot het raakpunt is gelijk aan de afstand tot D.